# Вольный охотник (фильм)
«Вольный охотник» (англ. «Bounty Tracker») — американский боевик, вышедший в 1993 году. В главных роля - Лоренцо Ламас и Маттиас Хьюз. В России, данный фильм известен также под названиями «По кровавому следу» и «Охотник за убийцами».
Слоган фильма: «When Someone Has To Pay, Only One Man Can Collect».

## Сюжет
В Лос-Анджелесе на фирму, занимающуюся отмыванием денег, нападают двое киллеров, убивая её сотрудников и похищая важные документы. Убийцы наняты боссом мафии Луи Сарацином, находящимся под стражей: он пытается избавиться от тех, кто мог бы дать против него показания и отправить его в кои-то веки в тюрьму. Из сотрудников уцелел только Пол Дамон, однако его с женой затем убивают люди Сарацина. Мстить за Пола собирается его брат Джон, бывший полицейский из Бостона, который после отставки стал охотником за головами.

## В ролях
| Актёр                | Роль                                     |
| -------------------- | ---------------------------------------- |
| Лоренцо Ламас        | охотник за головами Джонатан Дамон       |
| Маттиас Хьюз         | бандит Эрик Гаусс отставной военный      |
| Синди Пасс           | Джевелс подручная Гаусса                 |
| Эрик Манскер         | Рамзес подручный Гаусса                  |
| Брукс Гарднер        | Макс Талтон подручный Гаусса             |
| Юджин Роберт Глейзер | гангстер Луи Сарацин                     |
| Джад Омен            | основатель школы карате Альберто Мануэль |
| Эдди Фриаш           | Тони воспитанник Мануэля                 |
| Джордж Перес         | Тини воспитанник Мануэля                 |
| Уип Хабли            | Ральстон                                 |
| Пол Реджина          | Пол Дамон брат Джонатана                 |
| Алиса Кристенсен     | Изабель Дамон жена Пола                  |
| Лео Ли               | Куто                                     |
| Энтони Пек           | гангстер Джерри Греко                    |
| Карл Кьярфальо       | Хук                                      |
| Кен Обер             | Марти Силк                               |
| Стив Коэн            | Алек                                     |